# Manuel Chaves Nogales
Manuel Chaves Nogales (Sevilla, 7 de agosto de 1897 - Londres, 8 de mayo de 1944) fue un periodista y escritor español. Como periodista colaboró con numerosos diarios y dirigió también varias cabeceras. Destacó asimismo como autor de diversos libros de carácter biográfico y, sobre todo, crónicas y reportajes viajeros.

## Biografía

### Orígenes familiares
Manuel Jacinto José Domingo Chaves Nogales nació en el número 11 de la calle Dueñas de Sevilla el 7 de agosto de 1897. Su padre, Manuel Chaves Rey, fue un escritor miembro de la Real Academia Sevillana de Buenas Letras y de la Real Academia de la Historia. Escribió diversas obras, entre ellas una biografía de Mariano José de Larra e Historia y bibliografía de la prensa sevillana. Colaboró en más de una veintena de publicaciones sevillanas y, a partir de 1901, lo hizo en el periódico El Liberal. Su madre, Pilar Nogales, trabajó de concertista de piano. El matrimonio formado por Manuel Chaves Rey y Pilar Nogales tuvo cinco hijos: Elisa, nacida en 1896 y fallecida a los tres años; Manuel, nacido en 1897 y fallecido en 1944; José, fallecido en 1954; Juan Arcadio, fallecido en 1961; y Leonor, fallecida en 2021.
Muy pronto, Manuel mostró interés por la labor de su padre en El Liberal y por los ambientes que frecuentaba, tales como las tertulias con literatos en cafés del centro o el Ateneo de Sevilla. En su casa también se tenía conocimiento de la labor de su tío José Nogales que, aunque murió en 1908 y pasó parte del tiempo en Madrid, ejerció una notable influencia en él.
Su abuelo paterno, José Chaves Ortiz, fue un conocido pintor costumbrista que se especializó en escenas taurinas y, entre sus obras, está el primer cartel de la Feria de Sevilla en 1878.
Su tío materno, José Nogales, fue abogado y periodista. Viajó a Tánger en el siglo XIX y apoyó al pueblo marroquí, fundando los primeros periódicos marroquíes Al Moghreb y Al-Aksa. En Huelva se puso de parte de los mineros de Riotinto con su artículo El año de los tiros (1888). En Sevilla fue director del periódico El Liberal. En Madrid colaboró en ABC y La Ilustración Española y Americana, entre otras publicaciones.

### Carrera profesional en España
La muerte del padre, en noviembre de 1914, dejó a la familia en una calamitosa situación económica. Ese año Manuel Chaves Nogales se había matriculado en algunas asignaturas en la Facultad de Filosofía y Letras de la Universidad de Sevilla. En 1915 se matriculó de otras asignaturas pero después de este año abandonó la formación universitaria. Como necesitaba de medios económicos, mientras estudiaba colaboró con la prensa local y continuó desarrollando la Crónica abreviada o Registro de sucesos de la ciudad de Sevilla de 1913 y 1914 que había iniciado su padre.
El Ayuntamiento de Sevilla le ofreció a la familia optar entre dos recursos: una prestación económica para que Manuel concluyese sus estudios o bien una renta durante algunos años. La familia escogió la segunda opción.
En 1915 Chaves Nogales era redactor de El Liberal. También colaboró con cuarenta artículos en El Noticiero Sevillano. En 1919 dirigió el periódico liberal sevillano La Noche.
En enero y junio de 1920 colaboró con el periódico de ámbito nacional El Sol con artículos sobre el movimiento obrero sevillano. Por estas fechas contrajo matrimonio con Ana Pérez Ruiz en una iglesia de la calle Montera de Madrid. En febrero de 1920 formó parte de una obra colectiva titulada Quien no vio Sevilla..., en la que también participaron Alejandro Guichot, los hermanos Álvarez Quintero y Luis Montoto. La aportación de Chaves sirvió de base para su ensayo La ciudad, aparecido en 1921. 
La Voz
En 1920 se trasladó con Marcelino Durán de Velilla a la ciudad de Córdoba para trabajar como redactor del nuevo diario La Voz.  Por esta época, Chaves Nogales hacía frecuentes viajes a Madrid, donde colaboraba con periódicos de ámbito nacional, como El Sol.  El 27 de julio de 1920 nació en Córdoba su primera hija: Pilar Chaves Pérez. 
En 1921 El Liberal dio la noticia de la publicación del libro La ciudad y Chaves Nogales, desde Córdoba, volvió a colaborar con este periódico sevillano tras cinco años de paréntesis. El 8 de julio de 1921 el Ayuntamiento de Sevilla le dio un premio de 3 000 pesetas por este libro. El Noticiero Sevillano y La Voz de Córdoba se hicieron eco del premio y publicaron fragmentos. Rafael Castejón escribió una crítica de la obra y la revista España publicó otro comentario crítico.
En mayo de 1921, estrenó en Córdoba la obra de teatro Las inquietudes de Ernestina, escrita junto con el periodista de Puente Genil (provincia de Córdoba) Joaquín García-Hidalgo, director de La Voz. Dos años después, en junio de 1923, estrenó en Puente Genil la obra titulada Rescoldo que se hace llama, escrita, igualmente, con García-Hidalgo.
Su etapa cordobesa la recogió luego en un cuento titulado El hombrecillo de la limalla de oro (1926), que ganó el concurso de relatos de El Liberal de Madrid. En el relato, el protagonista, un orfebre de nombre Rafael, ha de abandonar la ciudad a causa de la crisis económica. 
Madrid
Hacia 1922 se instaló con su mujer y su hija Pilar en Madrid. Entre 1922 y 1924 escribió para el Heraldo de Madrid escritos sueltos y puntuales, como De Andalucía: El cante hondo, serio y trascendente, publicado el 1 de abril de 1922. Escribió artículos de forma esporádica para las revistas Mercurio, España y La Esfera, un artículo ilustrado en la revista Elegancias, así como cuentos en el Heraldo de Madrid, La Correspondencia de España y La Voz de Córdoba. También publicó un cuento y seis artículos, en una sección llamada Los hombres y los días, en el periódico La Acción.
El 23 de septiembre de 1923 comenzó la dictadura de Miguel Primo de Rivera, que impuso una censura de la prensa.
En 1924 pasó a ser redactor de Heraldo de Madrid. El 12 de septiembre de 1924 publicó en este periódico su artículo En defensa de la propiedad intelectual. Los eternos fraudes editoriales, donde aprovechó para criticar la censura diciendo:

en los últimos meses el periodista, obligado a mantener otra ficción, la de la vida política de estos días, cultiva más asiduamente aún el mito literario.

A finales de 1924 el directorio militar tomó la decisión de levantar la censura de los libros, pero mantuvo la de los trabajos periodísticos.
Durante su etapa en el Heraldo de Madrid coincidió con César González Ruano. 
En Sevilla y Córdoba escribió la mayor parte de su obra Narraciones maravillosas y biografías ejemplares de algunos grandes hombres humildes y desconocidos, que publicó en Madrid en 1924. En esta obra se incluyeron cuentos publicados previamente en La Correspondencia de España, La Voz de Córdoba y El Heraldo de Madrid.
En 1926 ganó el Premio Nogales (llamado así en referencia a su tío José Nogales) otorgado por el periódico El Liberal de Sevilla por su cuento El hombrecillo de la limalla de oro.
El Heraldo de Madrid lanzó una sección titulada La novela sin final, donde un autor consagrado escribía una narración breve que quedaba interrumpida y los lectores enviaban posibles finales. Uno de ellos era seleccionado y compartía los derechos de autor del relato completo. Chaves Nogales escribió para este concurso las narraciones El gobernador y sus siete mujeres (30 de abril de 1926), María, Maruja, Mary, Mariquita y doña María (24 de julio de 1926), Mi señora madre política (18 de septiembre de 1926), La maravillosa aventura del profesor Russell (12 de noviembre de 1926) y El señor Fanjul, su esposa y la cocinera (7 de enero de 1927).
Entre enero y febrero de 1926 los aviadores Ramón Franco, Julio Ruiz de Alda, Juan Manuel Durán y Pablo Rada fueron en el hidroavión Plus Ultra desde Palos de la Frontera hasta Buenos Aires. Regresaron desde América a bordo del crucero Buenos Aires a Palos de la Frontera en abril, donde fueron recibidos por Alfonso XIII y por un despliegue de 140 aviones que habían despegado de la base área sevillana de Tablada. Tuvo lugar un acto de recibimiento en la ciudad de Huelva. El 6 de abril el crucero con el monarca y los aviadores remontó el río Guadalquivir hasta Sevilla. Chaves Nogales viajó a Andalucía y cubrió todos estos acontecimientos para el Heraldo de Madrid. Por primera vez aparecieron crónicas de Chaves en este periódico durante varios días seguidos, tales como La emoción de Huelva (5 de abril), Indescriptible entusiasmo en Huelva (6 de abril) y Los héroes de un día y los héroes de veinte años (7 de abril). Fue llamativo que en esta última crónica hablase de los obreros que habían realizado la corta de Tablada en el río Guadalquivir los años anteriores.
En 1926 viajó a Santa Olalla del Cala para investigar la desaparición de una persona y el atentado contra un policía. Realizó cinco crónicas sobre este suceso.
En junio de 1926 escribió para la revista Mediodía un artículo de opinión titulado Sevilla desde dentro y desde fuera, donde criticaba el "sevillanismo" autocomplaciente, la ignorancia y el alejamiento de la vida culta de Europa.
En los años de la dictadura de Primo de Rivera ingresó en la masonería, siguiendo una tendencia bastante común entre periodistas, intelectuales y militares de significación política liberal. En su caso concreto, se inició en julio de 1927 en la Logia «Dantón» de Madrid, perteneciente a la Gran Logia Regional del Centro, donde adoptó el nombre de «Larra».

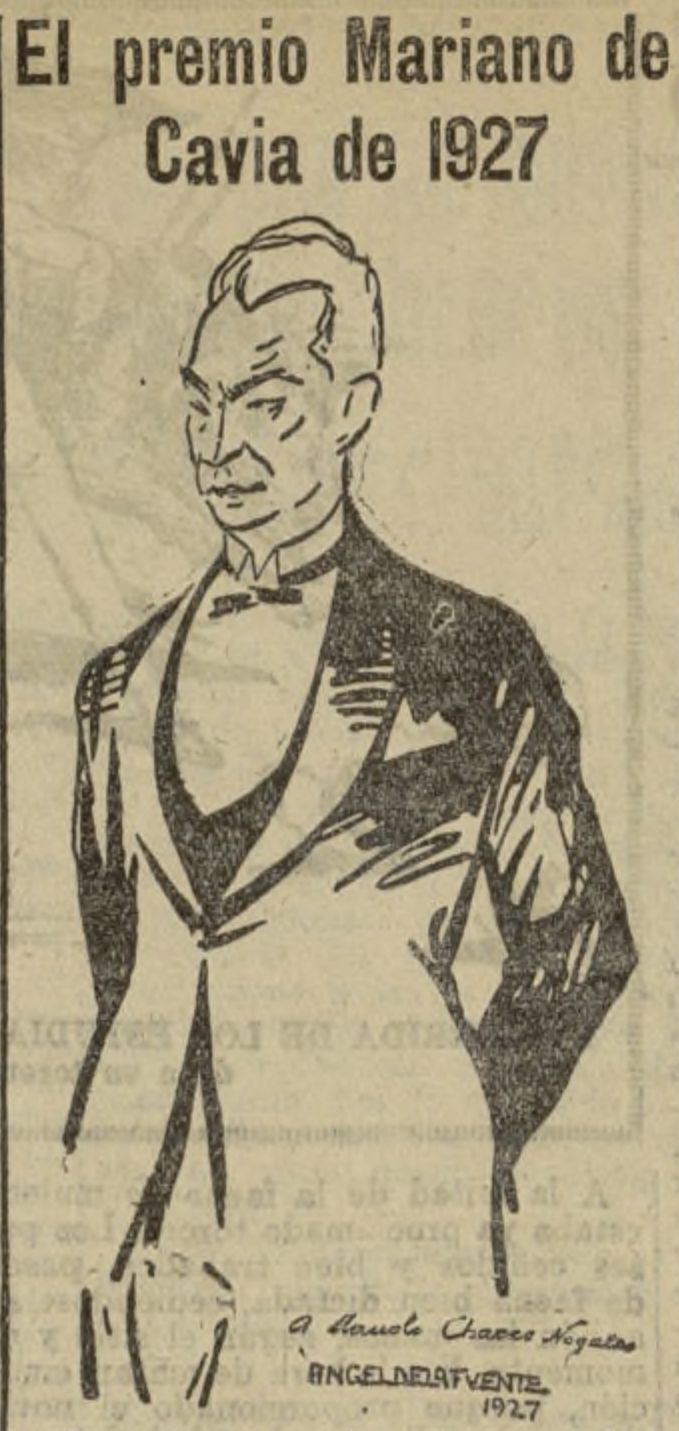
Retrato de Manuel Chaves Nogales publicado en El Liberal con motivo de la concesión del premio Mariano de Cavia de 1927

En octubre de 1927 la piloto Ruth Elder y su copiloto George Haldermann despegaron de Nueva York en el avión American Girl con la intención de cruzar el Atlántico. El avión se estrelló en el océano y ambos fueron recogidos por un vapor neerlandés. Ruth Elder llegó a Lisboa, donde se encontró con Chaves Nogales, que iba acompañado de otros tres periodistas, uno francés, otro portugués y otro de la agencia International News Service. Luego, Ruth Elder pilotó un Junker de la Unión Aérea Española, en el cual iba también Chaves, y aterrizó en la base aérea de Getafe. Después de pasar unas horas en España, la piloto se marchó a Francia. Durante varios días, Chaves estuvo informando sobre esta historia con radiogramas y crónicas transmitidas por avión con titulares impactantes. Por esta labor, el 10 de mayo de 1928 los directores de cuatro periódicos de ámbito nacional (El Liberal, Heraldo de Madrid, El Sol e Informaciones) acordaron concederle a Chaves el Premio Mariano Cavia de Periodismo.
El 5 de mayo de 1928 se publicó en la revista Estampa una entrevista realizada por Eduardo Torralba Beci a Chaves Nogales.
El 2 de febrero de 1928, alegando un homenaje a Blasco Ibáñez, se celebraron reuniones de republicanos en diversos lugares de Madrid, con la asistencia de Manuel Azaña, Nicolás Salmerón, Alejandro Lerroux y Manuel Chaves Nogales, entre otros.
El 15 de marzo de 1928 en La Gaceta Literaria se publicó una entrevista a Chaves donde este daba su opinión sobre la política y la literatura, mostrándose a favor de que los literatos tomasen partido ante los graves problemas del mundo.
El 27 de junio de 1928 el Heraldo de Madrid publicó en primera página una entrevista de Chaves Nogales al ministro francés Anatole de Monzie, que estaba de visita en la capital española.
Hacia 1928 Chaves realizó un reportaje en el sur de Francia sobre la situación de los exiliados políticos y de los trabajadores españoles que emigraban allí, pero el escrito fue censurado.
En 1928 empezó a colaborar también con la revista Estampa, de la mano de Vicente Sánchez-Ocaña.
En el verano de 1928 el director del Heraldo de Madrid, Manuel Fontdevila, le encargó a Chaves Nogales que diese una vuelta en avión por Europa, incluyendo en su recorrido la Unión Soviética. El periódico fue publicando las crónicas del viaje entre agosto y noviembre de ese año. El periódico argentino La Nación publicó también sus crónicas casi al mismo tiempo. El viaje también le sirvió para elaborar una serie de artículos aparecidos mensualmente en la revista Estampa en 1929.
En 1929 se publicó en Madrid su libro La vuelta a Europa en avión. Un pequeño burgués en la Rusia roja donde pudo incluir material no podía publicarse en periódicos y revistas debido a la censura y añadió también nuevos textos sobre lugares de Europa que había visitado en este viaje. En una crónica dedicada a Mijaíl Kalinin había sido censurado un párrafo que decía:

Esta farsa que los monarcas y los presidentes de todo el mundo quieren ensayar cuando se dirigen llanamente a sus súbditos más humildes para conquistarse un poco de popularidad es siempre una torpe bufonada. A través de las palabras amables del magnate se ve siempre un fondo insincero.

En sus crónicas del viaje de 1928 también tuvo que recurrir a la autocensura en temas como el catalanismo, el aspecto religioso y la Sociedad de Naciones. Según Chaves, el gobierno de España y la prensa eran indiferentes en lo que respectaba a política internacional, señalaba que el país no sabía manejarse en ella, que los políticos evitaban el diálogo como forma adulta de relación y que España estaba aislado en su casticismo.
En 1928 se publicó en el número 13 de la revista Post-Guerra un artículo de Chaves titulado El paraíso de los sociólogos y el minero del Ruhr.
En 1928 se publicó en España un libro de la rusa Aleksandra Kolontái titulado La bolchevique enamorada. Chaves Nogales escribió una novela breve titulada La bolchevique enamorada: el amor en la Rusia roja donde defiende de forma sarcástica que el amor es un prejuicio burgués. La novela de Chaves fue publicada en Barcelona en 1930 y volvió a ser publicada por el diario Ahora en 1933 con ilustraciones de Enrique Segura.
En enero de 1929 estuvo en Ciudad Real, donde fue sofocada una sublevación militar contra el gobierno de Miguel Primo de Rivera.
En el verano de 1929, mientras Chaves estaba con su familia en Santander, hizo tres crónicas de un caso de suplantación de identidad, que fueron publicadas en agosto en el Heraldo de Madrid.
En septiembre de 1929 Mariano Benlliure y Tuero vertió declaraciones sobre Chaves en El Liberal y La Libertad, acusándolo de esconder sus opiniones de política y religión. Chaves respondió que la suya era la actitud civilizada de informadores discretos y amenos. La polémica duró varios días y, finalmente, Chaves la zanjó en El Fígaro calificando a Benlliure de Quijote y sablista.
El 26 de noviembre de 1929 dejó de ser redactor jefe del Heraldo de Madrid para pasar a ser corresponsal en París. El 3 de diciembre publicó en este periódico un artículo sobre las ventajas del parlamentarismo, el 7 de diciembre otro sobre una aventura amorosa entre el Aga Khan y Andrée Caron y, más tarde, otro sobre la presencia española en la Exposición Internacional de Escultura de París. Con este último escrito finalizó su colaboración con este periódico.
En 1930 publicó en la revista Estampa el artículo Los "flamencos" de París. Montmartre, sede de la flamenquería, donde informó de haber mantenido conversaciones con un bailarín flamenco en esta ciudad. Lo conoció en el Cabaret Sevilla de París. Con base en estas conversaciones Chaves escribió la una serie de reportajes novelados con el título El maestro Juan Martínez, que estaba allí para la misma revista, que fueron publicados en entregas entre el 17 de marzo y el 15 de septiembre de 1934. Estos reportajes narran las vivencias del bailarín durante la Revolución Rusa de 1917 y la guerra civil que tuvo lugar posteriormente.
En el verano de 1930 fue a Londres para cubrir la visita de Alfonso XIII a esta ciudad y para entrevistarlo, todo ello para la revista Estampa.
En 1930 Luis Montiel Balanzat, propietario de Estampa, fue a París y contrató a Chaves como redactor jefe de otras de sus publicaciones: el diario Ahora.
La sede social de las publicaciones de Luis Montiel se encontraba en un edificio que ocupaba los números 16-18 del Paseo de San Vicente de Madrid. El edificio había sido encargado por Montiel al arquitecto Enrique Pfitz y tenía once plantas, una de las cuales estaba destinada a fiestas y exposiciones.
La revolución rusa había producido dos millones de exiliados. Chaves, aprovechó su estancia en París de entre 1929 y 1930 y un viaje por Francia en 1930 para entrevistar a muchos de ellos y publicó esta información en una serie de reportajes para Ahora entre el 27 de enero y el 22 de febrero de 1931 con el título Lo que ha quedado del imperio de los zares. Este material pasó a integrar un libro con el mismo título, publicado en 1931. En 1935 este libro fue publicado en Brasil con el título As ruinas do Imperio ruso.
Chaves empezó a trabajar como redactor jefe de Ahora el 3 de septiembre de 1930. Cobraba un sueldo elevado y se trasladó a vivir a un amplio inmueble en la planta superior del edificio del Paseo de San Vicente de Madrid. Entre las personalidades que visitaron a Chaves en su casa estuvieron Pío Baroja, Juan Belmonte y Manuel Azaña. En 1932 Azaña visitó frecuentemente a Chaves para hablar de cómo el periódico debía de abordar diversos acontecimientos políticos.
Cuando se proclamó la República, el 14 de abril de 1931, el diario Ahora, que había sido monárquico, pasó a ser leal a la República, albergando una línea editorial de centro y moderada.
El 10 de julio de 1931 Chaves Nogales fue entrevistado por Ataúlfo G. Asenjo en Unión Radio sobre Europa y los rusos.
En 1931 Chaves Nogales realizó una serie de siete entrevistas a los personajes fundamentales de la República para el diario Ahora. Estas fueron publicadas en el siguiente orden: el 8 de noviembre a Manuel Azaña, el 15 de noviembre a Alejandro Lerroux, el 22 de noviembre a Largo Caballero, el 29 de noviembre a Fernando de los Ríos, el 6 de diciembre a Marcelino Domingo, el 9 de diciembre a Niceto Alcalá-Zamora y el 20 de diciembre a Francesc Macià.
En noviembre de 1931 Chaves realizó una visita a los campos de las provincias de Sevilla, Córdoba y Cádiz para hablar con los jornaleros y conocer la situación. Con esta información, realizó cuatro reportajes que fueron publicados los días 8, 13, 19 y 29 de noviembre de ese año en el diario Ahora. En el primero de estos afirmó:

Los elementos agrupados por el vínculo de propiedad de la tierra, aun sin formulárselo concretamente, colocan sus esperanzas en la Dictadura o en la Monarquía; los que se identifican con el proletariado, las sitúan en un difuso ideal comunistoide, comunismo libertario, anarcosindicalismo, radical socialismo revolucionario [...]

Del 27 de marzo al 7 de abril de 1932 cubrió un viaje de Alcalá-Zamora por la Región de Murcia, la Comunidad Valenciana y las Islas Baleares.
El 10 de agosto de 1932 el general José Sanjurjo encabezó un levantamiento en Sevilla contra la República, que fracasó. El 11 de agosto Chaves se trasladó a Sevilla para cubrir el acontecimiento. Informó en cuatro crónicas (publicadas el 12, 13, 14 y 16 de agosto) de la huida de los sublevados hasta Huelva para intentar pasar a Portugal y el cambio de itinerario posterior que les llevó a pasar por los municipios extremeños de Zafra, Mérida y Navalmoral de la Mata, hasta ser detenidos por el director general de Seguridad en Navalcarnero.
Escribió una crónica titulada Pistoleritos flamencos y señores con rifle. El colapso de Sevilla, publicada el 25 de octubre de 1932, donde, como enviado especial a esta ciudad, hablaba de su situación. Veía a Sevilla como una ciudad radicalmente monárquica, unida a lo que se hundía e incapaz de seguir el ritmo de los nuevos tiempos.
En noviembre de 1932 se fundó la Liga de Periodistas, de tendencia republicana. Esta fue impulsada por los redactores de los periódicos madrileños El Liberal, El Heraldo de Madrid, La Libertad, El Sol, Luz y Ahora. Chaves Nogales estuvo entre los que redactaron sus estatutos.
En enero de 1933 estuvo en Andalucía y Extremadura. Por estas fechas apareció un artículo en la portada de Ahora, posiblemente de Chaves, donde se hablaba de movilizaciones anarquistas en el pueblo sevillano de La Rinconada. El 18 y el 20 de enero de 1933 Chaves publicó sendas crónicas tituladas Los enemigos de la República, donde comparaba a los campesinos andaluces y extremeños adeptos al comunismo libertario con los campesinos rusos alentados por los comisarios del pueblo comunistas. En una crónica titulada 10 000 comunistas dice que, en realidad, no había ni un solo comunista auténtico en España y mucho menos en Andalucía, para continuar su análisis en otra crónica titulada Todos, anarcosindicalistas, donde hablaba de que el campesinado andaluz era anarquista. En esta última crónica indica que el campesinado no era socialista porque ignoraba las palabras "prudentes" de Besteiro o Largo Caballero y tampoco era comunista porque ni siquiera los dirigentes comunistas sabían de qué trataba esa ideología.
El 1 de febrero de 1933 Chaves publicó un artículo en defensa de la elección de Ramón María del Valle-Inclán como director de la Academia de Bellas Artes de España en Roma. Chaves Nogales siempre tuvo gran admiración por Valle-Inclán y lo tuvo como colaborador en Ahora, pagándole 250 pesetas por cada artículo.
En 1933 recorrió Alemania e Italia y publicó Cómo se vive en los países de régimen fascista en once entregas en el diario Ahora, entre el 14 y el 28 de mayo de ese año. En Alemania, estuvo acompañado del corresponsal del diario en ese país, Eugenio Xammar. Visitó y fotografió los campos de concentración.
Su publicación del 21 de mayo de 1933 fue una entrevista de Chaves al ministro de Propaganda de Hitler, Joseph Goebbels. La entrevista iba a acompañada de un texto donde calificaba a Goebbles de "ridículo", "grotesco", "estrafalario" y "azote de los judíos". También utilizó para él otros adjetivos que ya había utilizado para Lenin y Robespierre, como eran los de "duro", "enconado" e "implacable". La entrevista llevaba el titular ¿Habrá fascismo en España?.
El diario Ahora no publicó sus artículos sobre la Italia fascista. En el prólogo de A sangre y fuego dijo la razón:

Cuando al regreso de Roma aseguraba que el fascismo no ha aumentado en un gramo la ración de pan del italiano, ni ha sabido acrecentar el acervo de sus valores morales, mi patrón no se mostraba tan satisfecho de mí ni creía que yo fuese un buen periodista.

En 1933 el periódico brasileño Folha da Manhá (llamado actualmente Folha de Sao Paulo) publicó sin firma y con algunas alteraciones cuatro crónicas de Chaves sobre el nazismo alemán (el 9 de julio, el 16 de julio, el 23 de julio y el 27 de agosto) que ya habían sido publicadas en Ahora y una inédita sobre el fascismo italiano (el 22 de octubre).
El 23 de junio de 1933 el Ateneo de Sevilla organizó en la sede de la Sociedad Económica de Amigos del País de la ciudad una conferencia impartida por Chaves. Su título era Cómo se acaba con una República. Del comunismo ruso al fascismo alemán.
En junio de 1933 acompañó a Vicente Sánchez-Ocaña a hacerle una entrevista al torero Juan Belmonte en el cortijo La Capitana de Utrera. Este entrevista fue publicada en Estampa con el título Juan Belmonte en medio de la revolución social. En ella el torero argumenta que algunos estaban considerando parásitos a los propietarios de tierras adquiridas tras una vida de sacrificios.
En diciembre de 1933 se publicó un artículo de Chaves sobre el comunismo libertario en La Rioja.
Había rumores de que en el desastre de Annual de 1921 se habían hecho prisioneros españoles que llevaban años sin ser liberados. En enero de 1934 Chaves viajó al Marruecos español para investigar la situación. El 10 de enero envió por cable una crónica titulada No hay prisioneros. La despiadada fantasía urdida alrededor de los desaparecidos en la catástrofe de Annual. Luego envió otras dos crónicas los días 11 y 14 de enero respectivamente.
En abril de 1934 el gobierno de la República ocupó el enclave costero de Ifni. El diario Ahora organizó una expedición con Chaves, en una avioneta Stiksor, para recabar información en el lugar de los hechos. Volaron de Madrid a Sevilla e hicieron noche en la ciudad andaluza. A la mañana siguiente volaron hasta el aeropuerto de Casablanca. Luego continuaron el viaje pero el avión se estrelló en Agadir. Chaves y el reportero gráfico Alejandro Vilaseca decidieron continuar hasta Ifni. El 14 y el 19 de abril apareció solamente información gráfica de esta expedición en Ahora. El 20 de abril se publicó la primera crónica de Chaves. Entre el 22 de abril y el 16 de mayo se publicaron otras doce crónicas de Chaves sobre esto, con abudantes fotografías.
En octubre de 1934 Chaves estuvo en Asturias cubriendo la Revolución de 1934. Se publicaron sus siguientes crónicas en Ahora: La organización del ejército rojo en Asturias, el 24 de octubre; Dos revoluciones en quince días desatadas sobre la región asturiana, el 25 de octubre; Hay que poner las cosas en su punto, el 26 de octubre; Lo que no debe quedar vivo bajo los escombros, el 27 de octubre; El martirio de Oviedo bajo el imperio de la dinamita, el 28 de octubre; y La liberación de Asturias contada por el general López Ochoa, el 28 de octubre.
En 1935 estuvo en Sevilla cubriendo la Semana Santa. Publicó seis artículos: Las cofradías y la República, el 31 de marzo; Los cofrades en la intimidad, el 2 de abril; Liturgia de la flor, el 3 de abril; Joyero, tocador y vestuario de las vírgenes sevillanas, el 4 de abril; Monte de luz, el 5 de abril; y Los que van debajo, el 6 de abril.
A finales de abril de 1935 volvió a visitar Sevilla, cubriendo un viaje de Alejandro Lerroux a la ciudad andaluza. El 25 de abril acudió a un almuerzo en organizado por Luis Montoto en la caseta que la tertulia del barrio del Arenal tenía en la Feria de Sevilla. A la comida también acudieron Federico García Lorca, Jorge Guillén, Joaquín Romero Murube, José María del Rey Caballero, Sánchez del Arco, Antonio Núñez de Herrera, Andrés Martínez de León, Antonio Otero y Fernando Risquet.
Entre el 29 de junio y el 14 de diciembre de 1935 se fue publicando, en entregas semanales en la revista Estampa, la biografía novelada Juan Belmonte, matador de toros; su vida y sus hazañas. Iba acompañada de 60 fotografías originales del torero personales o toreando, 39 ilustraciones de Martínez de León y 4 ilustraciones finales de Salvador Bartolozzi. La Nación de Buenos Aires publicó las entregas con una semana de retraso con respecto a su aparición en España. Se publicó como libro en 1935. Es el libro de Chaves que más ediciones tuvo en su vida y el único de este autor que fue reeditado durante el franquismo.
Para festejar el éxito que había tenido la publicación de la vida de Belmonte, en diciembre de 1935 se celebró un banquete. Chaves Nogales reconoció que no era asiduo a las plazas de toros pero que se había sentido atraído por las vivencias de este torero. En el acto también estuvieron José Ortega y Gasset, Azorín, Ramón Gómez de la Serna y Julio Camba.
Chaves Nogales se desplazó a Cataluña para ver el efecto que tenía en la región la victoria del Frente Popular en las elecciones generales de 1936. Escribió ocho artículos, publicados en Ahora entre el 26 de febrero y el 11 de marzo de ese año. Entrevistó a los políticos catalanes Carles Pi i Sunyer, Juan Moles, Luis Nicolau d'Olwer y Lluís Companys, entre otros. En el último de estos artículos, titulado Un conservador, un liberal, un marxista y un sindicalista, había entrevistas al conservador Lluís Duran i Ventosa, al liberal Amadeu Hurtado, al marxista Rafael Vidiella y al anarcosindicalista Ángel Pestaña.
En mayo de 1936 el emperador de Abisinia Haile Selassie, conocido como el Negus, fue derrocado por los italianos. Embarcó con destino a Inglaterra y se detuvo en Gibraltar, donde se hospedó con su comitiva en el hotel Rock. Chaves Nogales se hospedó en el mismo hotel y estuvo cubriendo la visita. Publicó tres artículos sobre esto en Ahora: El pobrecito Negus, el 29 de mayo; El Negus en el balcón de Europa, el 30 de mayo; y Una entrevista con el Negus. El tigre en el jardín zoológico, el 31 de mayo.
En 1936 también cubrió la romería del Rocío, partiendo desde el barrio sevillano de Triana. La romería se celebró aquel año entre el 30 de mayo y el 2 de junio y Chaves escribió un reportaje titulado Andalucía roja y la Blanca Paloma que fue publicado por entregas en Ahora los días 6, 8, 9 y 10 de junio.

### Guerra civil
Estallada la Guerra Civil, el 26 de julio la empresa del diario Ahora y la revista Estampa fue incautada por un Consejo Obrero. Chaves y Luis Montiel se encontraban entonces en Londres, recogiendo a sus hijas, que estudiaban allí y habían terminado el curso. Los dos regresaron a Madrid.
La mujer y las hijas, Pilar y Josefina, se resguardaron en la casa del fotógrafo Gonsanhi de Barcelona. Chaves mandó a su hijo Pablo a Santander, a la casa de Ángel de las Heras.
Chaves, aunque no era revolucionario, contribuyó inicialmente desde su puesto en el diario Ahora en la causa antifascista. El 5 de agosto de 1936 escribió para el periódico argentino La Nación su artículo "Lo que pasa en España y lo que pasará", donde mostraba su confianza en el triunfo de una República democrática, sin utopías anarquistas y sin crímenes de revoluciones y guerras.
Sin embargo, con la marcha del gobierno republicano de Madrid a Valencia en noviembre de 1936, Chaves abandonó su puesto. Se dirigió a Barcelona, donde se encontraban su mujer y sus hijas, y luego se marchó con ellas a París.

### Exilio
Chaves Nogales se marchó con su mujer y sus hijas a París a finales de noviembre de 1936. A finales de enero de 1937 la familia se instaló en una casa en Place de Jules Ferry, 44, en el distrito de Montrouge de París. Ya en Montrouge llegó su hijo Pablo. El 15 de enero de 1937 se publicó en el periódico argentino La Nación su artículo Desde la mesa de la redacción. Este artículo era menos esperanzador que el escrito hace seis meses y hablaba de la revolución que había tenido lugar en el bando republicano y de cómo esta había afectado a la empresa periodística en la que trabajaba.
En 1937 Chaves Nogales escribió nueve relatos sobre la guerra civil española para La Nación. El primero apareció en este periódico el 31 de enero con el título Y a lo lejos, una lucecita. Su relato La gesta de los caballistas apareció el 7 de febrero bajo un epígrafe que decía A sangre y fuego. Episodios de la guerra civil y la revolución en España. El periódico parisino Candide, de inclinación derechista, publicó su relato Le jeu de massacre, perteneciente a la serie, el 15 de abril de 1937. Entre julio y diciembre de 1937 aparecieron estos relatos sobre la guerra civil en la revista cubana Bohemia. Los relatos fueron apareciendo también en la revista mexicana Sucesos para todos.
A los nueve relatos se unieron dos: El refugio y Hospital de sangre. Estos habían aparecido en la revista Bohemia de Cuba y en la revista Sucesos para todos de México. Ambos trataban sobre la guerra en el País Vasco. Los nueve primeros relatos aparecieron reunidos en un libro en Chile en 1937 con el título A sangre y fuego. Héroes, bestias y mártires de España. Nueve novelas cortas de la guerra civil y la revolución en España. Ese mismo año apareció una edición en Nueva York y en 1938 otra en Canadá. El 8 de enero de 1938 el periódico londinense Evening Standard comenzó a publicar los nueve relatos con el título Heroes and Beasts, más el relato The refuge. Entre abril y agosto de 1938 estos aparecieron también en el semanario Weekly News de Nueva Zelanda. En el libro que reúne estos relatos, A sangre y fuego, va acompañado de un prólogo del autor donde se desmarca de los odios radicales de ambos bandos.
Chaves Nogales también escribió un reportaje titulado La defensa de Madrid. La revista Sucesos para todos lo publicó en una serie de seis entregas entre el 5 de agosto y el 22 de noviembre de 1938. El Evening Standard publicó este reportaje un mes después. El periódico North Mail, Newcastle Chronicle publicó la serie entre el 16 de enero y el 7 de febrero de 1939. Colaboró con medios franceses para informar sobre la situación española. Entre mayo de 1937 y enero de 1939 colaboró con el periódico francés La Dépêche, de ideología liberal y moderada. Entre julio de 1938 y septiembre de 1939 colaboró con el periódico francés L'Europe Nouvelle, de línea editorial progresista. También hay colaboraciones suyas en los periódicos L'Ordre y Marianne. En 1937 se fundó en París el Comité Espagnol pour la Paix Civile et Religieuse, una organización similar a las que habían surgido en Inglaterra, Suiza, Francia y Argentina. En estos comités se integraban intelectuales que pedían una mediación internacional para poner fin a la guerra civil española.
En noviembre de 1938 Chaves Nogales escribió en el boletín de La Paix Civile un artículo titulado Meditation en Espagne ou guerre d'extermination? donde se lamentaba de los ataques que sufrían los que, como él, buscaban un acuerdo para poner fin al conflicto en España. En este artículo dijo:

la victoria absoluta de uno de los dos partidos sobre el otro sólo representaría un beneficio positivo para los criminales del partido vencedor que aspiran a asegurarse, mediante la victoria, la impunidad de sus crímenes

Chaves Nogales firmó un manifiesto por la paz realizado por el comité español en París y lo envió el 6 de enero de 1939 a uno de sus miembros: el democristiano Alfredo Mendizábal Villalba. El hermano de Manuel Chaves Nogales, Juan Arcadio, fue a parar a un campo de refugiados en el sur de Francia. Manuel fue a recoger a Juan Arcadio y se lo trajo a París en 1938. Los dos hermanos vivieron en la casa del distrito de Montrouge. A principios de 1938 Manuel Chaves Nogales empezó a publicar en su domicilio del distrito de Montrouge el diario Sprint, con la colaboración de su familia y algunos amigos. Sprint se enviaba a las embajadas de países hispanoamericanos y europeos y a los afiliados, que eran emigrantes españoles y embajadas de otros muchos países que pagaban una cuota. La publicación versaba sobre la situación en España y Francia, a través de información que proporcionaban los exiliados y la prensa francesa. Se estuvo publicando durante su estancia en París.
Durante su estancia en París, Chaves empezó a trabajar para la agencia de noticias Cooperation Press Service de Emery Revés. La demanda de información sobre lo que pasaba en España para Europa y América era grande. En París, empezó a colaborar con el diario El tiempo de Bogotá. También continuó su colaboración con el periódico brasileño Folha de Maná y empezó a hacerlo con el Jornal do Brasil. Chaves publicó en el periódico australiano The Sydney Morney Herald dos artículos: Spain after the War, el 15 de julio de 1938, y Climax of Spanish War, el 4 de enero de 1939.
En París, Chaves mantuvo relación con Gregorio Marañón, que también había salido de España a finales de 1936. Marañón se asentó con su familia en una vivienda del número 7 de la rue Georges Ville. En este lugar, invitaba a comer todos los martes a intelectuales franceses, españoles exiliados o viajeros extranjeros. Esto favorecía contactos entre personalidades como Chaves Nogales, Léon-Paul Fargue, Sebastián Miranda, Salvador Reyes Figueroa, Azorín o Pío Baroja. En París mantuvo charlas con el actor y cantante Maurice Chevalier y comenzó a escribir su biografía, aunque no llegó a terminarla. También intentó elaborar una biografía de Charles Chaplin.
El 3 de septiembre de 1939 Inglaterra y Francia declararon la guerra a Alemania. Del 26 de septiembre de 1939 al 28 de mayo de 1940 Chaves Nogales publicó 36 crónicas de la "drôle de guerre" en el Diario de la Marina de La Habana. En junio de 1940, cuando los nazis se acercaban a París, Manuel Chaves Nogales decidió marcharse y le dijo a su familia que destruyese todos sus documentos periodísticos y la pequeña imprenta de donde salía el Sprint. Fue a Tours y luego a Burdeos. Fue el propio Winston Churchill el que dio orden de recoger a refugiados en Burdeos. Chaves embarcó el británico S. S. Madura (esto es motivo de disputa). El barco, que solía llevar a 160 pasajeros y que llevó en este viaje a 1 500, remontó el río Garona hasta llegar a Le Verdon-sur-Mer y, de ahí, fue con destino a Falmouth, Inglaterra. Luego se instaló en una vivienda de Russell Court, en Londres.
Los alemanes entraron en París el 14 de junio de 1940. En julio llegaron a la casa de su familia dos gendarmes y dos miembros de la Gestapo preguntando por Manuel Durán (el pseudónimo que utilizaba Manuel Chaves Nogales para escribir contra Hitler). La familia había colocado en el domicilio una bandera española y una foto de Franco para que la vieran los nazis. Lo registraron todo e interrogaron a los familiares, pero no encontraron nada y se marcharon. En agosto, la familia tomó un tren con destino a España. Al pasar la frontera los metieron en un campo de refugiados a las afueras de Irún. Los soldados del campo, al ver que la madre se puso de parto, les dejaron irse a Irún, donde con la ayuda de un médico la madre dio a luz de forma prematura a la hija menor, llamada Juncal. Dos semanas después partieron en tren hacia Sevilla y, de ahí, fueron al pueblo sevillano de El Ronquillo. José Chaves había convenido con el alcalde que la familia viviría allí en calidad de vigilados y sin salir del pueblo.
En 1941 se publicó en Montevideo un libro de Chaves titulado La agonía de Francia, sobre las circunstancias que motivaron la caída de ese país en manos de los nazis. Churchill utilizó el mismo título para el capítulo 8 del segundo volumen de su obra La segunda guerra mundial, de 1948. En septiembre de 1941 el propietario de la agencia de prensa Atlantic Pacific Press Agency, Deric E. W. Pearson, puso a Chaves Nogales como director de la organización. Esta tenía su sede en un edificio de Fleet Street, un piso por encima de la agencia Reuters. Estuvo financiada durante un tiempo por el diputado laborista Thomas Blázquez McEwen. Nutría de informaciones sobre Europa a varios medios, entre los cuales estaban: El Mundo y La Nación de Buenos Aires; Rivadavia de Córdoba; Última hora de La Paz; El Mercurio de Santiago de Chile; El Sur de Concepción; El liberal de Bogotá; Diario de Costa Rica de San José; El Comercio de Quito; Nuestro diario  y El Liberal Progresista de Guatemala; La Nueva Prensa de La Habana; El País de Asunción; Oiga, Excelsior y El Nacional de México; La Esfera de Caracas; El tiempo de Bogotá; La noche de Chile; Bohemia de Cuba; y O Globo y Fohla da Manhá de Brasil.
Chaves ofreció la posibilidad de escribir para la Atlantic Pacific Press Agency a refugiados españoles como Carles Pi i Sunyer, Salvador de Madariaga, Esteban Salazar Chapela, Luis Cernuda, Luis Araquistáin y otros para que sus artículos llegasen a la prensa iberoamericana. Chaves colaboró con el Ministerio de Información británico en la tarea de transmitir información europea a medios de Iberoamérica. El Ministerio de Información británico cedió esta labor a la Atlantic Pacific Press Agency en 1941. Esto provocó un embrollo económico y administrativo por tener que coordinar al autor del artículo, la agencia de prensa, los periódicos y el Ministerio de Información. Esta situación se mantuvo hasta 1942.
Con frecuencia Chaves celebraba encuentros con diplomáticos hispanoamericanos y servía de intermediario entre ellos y el gobierno británico. Los citaba en el despacho de la agencia o en el Reform Club, que solía frecuentar. Chaves, a través de su trabajador Luis Gabriel Portillo, estableció contacto con la Society for the Protection of Science and Learning de Cambridge. Esta organización había ayudado a huir a América a muchas personalidades españolas. Chaves solicitó artículos a estas personalidades para ser divulgados en la prensa iberoamericana.
Entre el 11 y el 16 de agosto de 1942 publicó en El Tiempo de Bogotá las cuatro partes de un reportaje realizado por él en Belfast, donde se había encontrado con las tropas estadounidenses acantonadas allí en espera de intervenir. El 23 de septiembre de 1942 publicó en este mismo periódico un artículo titulado Entre las ruinas humeantes, donde habló con el deán de Canterbury y vio los destrozos de la zona producidos por los bombardeos. Realizó un viaje a Bath para investigar la vida del prócer colombiano Francisco Antonio Zea. Sobre esto publicó Siguiendo las huellas de un prócer americano en la revista Bohemia el 25 de julio de 1943 y La vida de Zea en Inglaterra en el periódico El Tiempo en 1944. En este último medio publicó su último reportaje, titulado Atilano Carnevali en Londres.
Entre enero de 1942 y diciembre de 1943 escribió una serie de once artículos sobre la guerra y sobre una futura paz para la revista Bohemia. En 1942 dejó de trabajar para Pearson y fundó la Agencia Manuel Chaves Nogales. Esta nueva agencia tuvo su sede también en Fleet Street y suministraba artículos a periódicos iberoamericanos. Como corresponsal en Londres para Cooperation y AFI, a través de Reuters, escribió cientos de artículos y crónicas que aparecieron en la prensa de Argentina (El Sol de Buenos Aires) Brasil (en media docena de cabeceras) y otros países, recopilados por Yolanda Morató en tres volúmenes publicados por El Paseo Editorial bajo el título "Diarios de la Segunda Guerra Mundial": suponen más de un tercio de la obra periodística no recopilada en libro del periodista sevillano y sin una extraordinaria muestra de la capacidad tanto analítica como descriptiva de Chaves, además de subrayar su condición de defensor de la democracia ante el avance de las tiranías . En un par de estos artículos previó que existía una estrategia alemana para invadir Gibraltar desde España. Este plan, efectivamente, existió y se llamó Operación Félix. Entre agosto de 1942 y febrero de 1944 colaboró en diversas ocasiones con el programa Foreign Language Talks, Spanish de la BBC.

### Muerte
En mayo de 1944 fue intervenido de peritonitis en el Hospital Metropolitan Borough of Chelsea y murió tras salir de la operación de manera repentina, con 46 años. El certificado de defunción dice que falleció de dilatación aguda de estómago, peritonitis, yeyunostomía y sarcoma.
El Tribunal de Represión de la Masonería y el Comunismo le condenó el 16 de mayo de 1944, ocho días después de su muerte, a doce años de prisión y a la inhabilitación perpetua para trabajar en la administración pública o a cargos de administración en el sector privado. En el expediente de Chaves Nogales de este tribunal se dice que estaba relacionado en Londres con Negrín, que le habría prometido un cargo como ministro si triunfaban los soviéticos en España.
Está enterrado en el cementerio de North Sheen, en el municipio de Richmond upon Thames, cerca de Londres. Su tumba no tiene lápida. Se encuentra flanqueada por otras que sí tienen lápida, a la izquierda de la de Kate Churchman. Su hija Pilar (Córdoba, 27 de julio de 1920-Marbella, 9 de julio de 2021) falleció a causa del coronavirus, a los cien años de edad.

## Obras
- Narraciones maravillosas y biografías ejemplares de algunos grandes hombres humildes y desconocidos (Madrid: Caro Raggio, 1920)
- La ciudad (Sevilla: Talleres de La Voz, 1921)
- Semana Santa en Sevilla (Córdoba: Almuzara, 2013)
- La vuelta a Europa en avión. Un pequeño burgués en la Rusia roja (Madrid: Mundo Latino C.I.A.P., 1929)
- La bolchevique enamorada (El amor en la Rusia roja) (Barcelona: Asther, 1929)
- Lo que ha quedado del Imperio de los Zares (Madrid: Estampa, 1931)
- El maestro Juan Martínez que estaba allí (Madrid: Estampa, 1934)
- ¿Qué pasa en Cataluña? (recopilación de una serie de reportajes sobre la situación política en Cataluña durante la II República Española para el periódico Ahora; Córdoba: Almuzara, 2013)
- Juan Belmonte, matador de toros; su vida y sus hazañas (Madrid: Estampa, 1935)
- Ifni: La última aventura colonial española (Córdoba: Almuzara, 2012)
- A sangre y fuego. Héroes, bestias y mártires de España (Santiago de Chile: Ercilla, 1937)
- La defensa de Madrid (publicado en 16 entregas en la prensa mexicana, 1938; como libro en Sevilla: Espuela de Plata, 2011;[182] aum. y corr. como Los secretos de la defensa de Madrid, 2017)
- Crónicas de la Guerra Civil: agosto de 1936-septiembre de 1939 (Sevilla: Espuela de Plata, 2011)
- La agonía de Francia (Montevideo, 1941; Sevilla: Diputación de Sevilla, 2001)
- Bajo el signo de la esvástica (Córdoba: Almuzara, 2012)
- Andalucía roja y la Blanca Paloma (Córdoba: Almuzara, 2012)

La Diputación de Sevilla publicó primeramente su Obra narrativa completa (2 vols., 1993) y su Obra periodística (3 vols., 2013), y posteriormente, junto con Libros del Asteroide, su Obra completa (5 vols., 2020), en edición corregida y aumentada de Ignacio F. Garmendia, con prólogos de Andrés Trapiello y Antonio Muñoz Molina.
A sangre y fuego se adaptará al cine de la mano de Juan Antonio Bayona.
Sus obras han pasado a ser de dominio público en el año 2025, y se encuentran digitalizadas en la Biblioteca Nacional de España para ser descargadas en su página web.